# 背信の科学者たち
『背信の科学者たち』（はいしんのかがくしゃたち、Betrayers of the Truth: Fraud and Deceit in the Halls of Science、真実の背信者たち、科学の殿堂における欺瞞と虚偽）は、1982年にアメリカ合衆国で出版された科学関連の書籍である。

## 内容
サイエンスライターのウィリアム・ブロードとニコラス・ウェイドの著書である。科学論文の捏造、データ改竄などの歴史、および科学者コミュニティの構造的問題を、事例を示しながら記している。日本では1988年に化学同人から牧野賢治により翻訳出版された。
1988年の日本語翻訳版はその後絶版となり、2006年に講談社ブルーバックスから改めて出版された。1988年版は原書の全訳であったが、2006年のブルーバックス版では、原書の第9章に当たる部分が削られている。その代りに原書出版年以降の欺瞞行為の事例や科学界の動きを解説する章（翻訳者の牧野による執筆）が追加された。
2006年の講談社ブルーバックス版も絶版となり、2014年に講談社から新たな日本語翻訳版が出版された。2006年版と同様に翻訳者の牧野による解説の章が設けられているが、そこには2006年から2014年までに発生した欺瞞行為の事例が追加されており、iPS細胞の臨床応用に関する虚偽発表やSTAP細胞問題も取り上げられている。

## 各章
ひび割れた理想
伝統的な科学観によれば、科学において欺瞞が起こることは極めて稀であり、科学者コミュニティには欺瞞を速やかに排除する自浄能力があるとされる。しかし現実には、科学研究上の欺瞞行為がしばしば発生している。そうした理想と現実との食い違いを示す出来事として、1981年にアメリカ合衆国下院科学技術委員会で開催された、科学における欺瞞に関する聴聞会の様子が描かれる。この聴聞会に呼ばれた科学界の指導者たちは、伝統的な科学観に立ち、欺瞞というのは極めて稀なことで、仮に欺瞞が発生しても科学者コミュニティの自浄能力によってただちに訂正されるものだと力説する。しかし同じ聴聞会で証言に立ったジョン・ロングは、自分が長年に亘り多数のデータ捏造を繰り返していたことを冷静に告白する。両者の証言を聞き比べた議員たちは、科学者コミュニティに自浄能力があるのかどうか疑わしく思い、コミュニティが欺瞞の問題から目を背けているのではないかと感じる。聴聞会の直後にはジョン・ローランド・ダーシーによる別のデータ捏造が発覚したことも述べられる。
歴史の中の虚偽
歴史上の偉大な科学者たちが自らの理論を証明するために行ったとされる実験の中には、現代の基準では欺瞞に相当するものが含まれている。実例としてプトレマイオスやガリレイ、ニュートン、ドルトン、メンデル、ミリカンらの名前が挙げられる。プトレマイオスは、ヒッパルコスの観測データを盗用しており、また自らの理論に合うように観測記録を書き換えたり選択したりしていたことが判明している。ガリレオは実験を重視する現代経験科学の祖と見なされることもあるが、観念主義的で実験を軽視していた面がある。ガリレオが著書で「実際に行った」と主張する実験の一部は、実際には行われていなかったと考えられている。ニュートンも自分の主張する理論に説得力を持たせるため、観測数値を改竄していた。ドルトンが倍数比例の法則を自ら証明したとされる実験は、当時の技術では実施が不可能であったことが判明している。メンデルの法則の裏付けとなった実験も、結果が理論に合いすぎていて統計的に不自然だとの指摘がある。ミリカンの油滴実験でもデータの恣意的な選択が行われていたことが判明している。
立身出世主義者の出現
現代の科学者コミュニティでは業績として発表論文件数が重視される傾向にある。このため、知名度の低い論文誌で価値の低い論文が大量に発表され、そうした論文は殆ど誰にも読まれることがない。そのような傾向を象徴する事例として、1970年代後半のエリアス・アルサブティの研究不正が紹介される。アルサブティの手口は、知名度の低い論文誌から他人の論文を見つけてきて、それを丸ごと盗用し、知名度の低い別の論文誌で発表するというものであった。直ちに露見してもおかしくない大胆な盗用だが、アルサブティはこの方法を繰り返して発表論文件数を稼ぎ、奨学金や研究職の地位を得ていた。
追試の限界
1980年代はじめに有名な生化学者エフレイン・ラッカーの研究室で実験結果を捏造した大学院生、マーク・スペクターの事件（スペクター事件）が追試の限界というテーマで紹介される。
エリートの力
有力な研究者が後ろ盾となっている研究に対しては、審査が甘くなる傾向があり、欺瞞や誤った結果が訂正されるまで長い時間がかかる傾向がある。ジョン・ロング、野口英世の事例が紹介される。研究費の審査を2組の審査グループが審査した結果を比較する実験では、何がよい研究で、何がよい研究者であるかという判断に2つのグループの間で大きな相違が見られ、科学における客観性も神話であるかもしれないことが紹介される。
自己欺瞞と盲信
科学史上の錯誤や欺瞞の事例が紹介される。恒星視差を測定したと思ったロバート・フックやジョン・フラムスティードの誤り、実在しないN線を発見したと信じたルネ・ブロンロなど予測からくる自己欺瞞の例や、計算ができるとされた馬「賢いハンス」や、チンパンジーに手話を教える実験などが紹介される。さらに科学者が欺かれた例としてベーリンガーの偽化石事件、ピルトダウン人事件などが紹介される。
論理の神話
個々の分野の科学者コミュニティは、外部からもたらされた新しい理論や仮説に拒否反応を示す。仮に新しい理論や仮説が確かな証拠を伴って提示されたとしても、大半の科学者はなかなかそれを受け入れようとしない。こうしたことは科学史上しばしば繰り返されてきた。例として、ヴェーゲナーの大陸移動説や、電気抵抗に関するオームの考え、パスツールの病原菌説などが挙げられる。
師と弟子
パルサーの発見に関するバーネルとヒューイッシュの例が示すように、部下の業績を上司が奪うということが科学界ではしばしば起こる。何百という論文に著名な科学者の名前が単著者あるいは筆頭著者として記載され、その陰で下層の研究者や学生が搾取されている。このような構造が実験結果の捏造を生む可能性が指摘され、チャールズ・ロウのもとで働いたロバート・ガリスの事件などが紹介される。
圧力による後退
スターリン時代の共産圏において、ルイセンコが科学界で政治的権力を握り、科学界に悪影響を及ぼしたことが述べられている。
役に立たない客観性
心理学などの分野のデータでは、数値化されて科学を装っているが、実は科学的な手法に則っておらず、偏見に満ちた恣意的な結論を導くことを目的としている場合がある。
欺瞞と科学の構造
科学者による欺瞞を防止するためにはどうすればよいかを述べている。「論文の著者に名を連ねるものは論文に責任を負う」という原則を順守すること、論文の過剰生産を防ぐこと、最も緊急な改革が必要な医学研究の分野においては、医学研究と医学教育を分離するべきであることが提言されている。

## 評価
STAP細胞騒動の最中の2014年、生命科学者の仲野徹が書評サイトのHONZで本書を取り上げ、「捏造をはじめとする、科学者の欺瞞がすべてといっていいほど網羅されている」と本書を高く評価し、当時絶版となっていた本書の再販を呼び掛けた。これがきっかけとなり本書の再販が実現した。『ノンフィクションはこれを読め！ HONZが選んだ100冊』の2014年版では、20名のレビュアーの投票による年間ランキングで本書が第1位となった。